# Васютинський Олег Едуардович
ВАСЮТИ́НСЬКИЙ Олег Едуардович (нар. 16 березня 1941 в місті Житомир , помер 13 березня 2012 року) — актор, заслужений артист України (1996).  

## Біографія
| Текст вилучений зі статті через підозру в порушенні авторських прав |
| --- |
| Текст, що раніше перебував на цій сторінці, запідозрено в порушенні авторських прав на текст із таких джерел: https://esu.com.ua/article-32464 Тому, хто повісив цей шаблон: На сторінку обговорення користувача, який розмістив цю статтю, варто додати повідомлення {{subst:nothanks cv\|Васютинський Олег Едуардович\|url=https://esu.com.ua/article-32464. |
| До уваги користувача, який розмістив цю статтю Не редагуйте статтю зараз, навіть якщо ви збираєтеся її переписати. Дотримуйтесь вказівок нижче. - Якщо власник авторських прав на зазначений вище матеріал дозволяє використовувати його на умовах GNU FDL без незмінюваних секцій та Creative Commons із зазначенням автора / розповсюдження на тих самих умовах, будь ласка, сповістіть про це на сторінці обговорення цієї статті. - Якщо правовласником є ви, додайте на зазначеному вище ресурсі примітку: «Матеріали дозволено використовувати на умовах GNU FDL без незмінюваних секцій та Creative Commons із зазначенням автора / розповсюдження на тих самих умовах». - Якщо дозволу на використання цього матеріалу немає, будь ласка, зробіть одне з двох: 1. Напишіть хоча б гарний накид статті на цій підсторінці. Зверніть увагу: не треба копіювати текст, що порушує авторські права, на зазначену підсторінку й редагувати його. Якщо ви взялися за написання нової статті, не забудьте сповістити про це на сторінці обговорення. 2. Залиште все як є, і тоді статтю буде вилучено. У випадку, якщо новий текст написано не буде, цю статтю буде вилучено через тиждень після появи цього попередження (детальніше див. документацію шаблону). Вихідний текст цієї статті з можливим порушенням копірайту можна знайти в історії змін. Зверніть увагу, що розміщення у Вікіпедії матеріалів, автор яких не надав явного дозволу на їхнє використання відповідно до ліцензії GNU FDL без незмінюваних секцій та Creative Commons із зазначенням автора / розповсюдження на тих самих умовах, може бути порушенням законів про авторське право. Користувачів, які додають до Вікіпедії такі матеріали, може бути тимчасово позбавлено права редагувати статті. Попри все, ми завжди раді вашим оригінальним статтям. Дякуємо. Цю сторінку внесено до категорії Вікіпедія:Можливе порушення авторських прав. |

Більш 30 років малечі виховувались на його сказочних героях, він вкладав в свою роботу  душу і велику любов до дітей ,був майстром і художником своїй справи. Він мав учнів і багато друзів.[джерело?]

## Основні ролі
Король («Як Козак Короля провчив» Г. Усача),
Омелько («За щучим велінням» О. Тараховської),
Баба-яга («Гуси-лебеді» Е. Анохіна),
Шакал («Сембо» Ю. Єлисеєва),
Дамай («Пригоди мисливця Дамая» А. Буртинського),
Горан («Маленька Фея» В. Рабадана),
Вовк («Кому потрібен Сніговик» В. Лісового).